# Proscelotes aenea
Espèce
Synonymes
- Scelotes aeneus Barbour & Loveridge, 1928

Proscelotes aenea est une espèce de sauriens de la famille des Scincidae.

## Répartition
Cette espèce est endémique du Mozambique.

## Étymologie
Le nom spécifique aeneus vient du latin aeneus, de cuivre, de bronze, d'airain, en référence à la couleur de ce saurien.

## Publication originale
- Barbour & Loveridge, 1928 : New skinks of the genus Scelotes from Mozambique and Madagascar. Proceedings of the New England Zoölogical Club, vol. 10, p. 63-65.